# 1995 GJ
1995 GJ est un objet transneptunien de magnitude absolue 7,0. Son diamètre est estimé entre 110 km et 240 km. Ce serait le premier cubewano découvert ayant une inclinaison supérieure à 20°. Son arc d'observation n'est que de deux nuits, son orbite est donc mal connue, il est même considéré comme perdu.